# Conjunto Habitacional Ario de Rayón
Conjunto Habitacional Ario de Rayón es una localidad del estado mexicano de Michoacán. Es parte del municipio de Zamora. Fue fundada el 15 de octubre de 2008.

## Toponimia
El nombre «Rayón» rinde homenaje a Ignacio López Rayón, héroe de la Independencia de México.

## Demografía
| Censo | Población |
| ----- | --------- |
| 2010  | 809       |
| 2020  | 1179      |